# Avalanche (film 1999)
Avalanche è un film statunitense del 1999 diretto da Steve Kroschel.

## Trama
Una valanga travolge l'Alaska in cui vengono coinvolti un gruppo di naturalisti tra cui Jack rimane ucciso e sua moglie Lia Freeman si salva.
Due anni dopo la donna torna sul posto, decisa ad opporsi alla costruzione di un oleodotto nella tundra che, subiranno altre catastrofi.